# 巴比伦笋螺
巴比伦笋螺（学名：Terebra babylonia），是新腹足目笋螺科笋螺属的一种。主要分布于马来西亚、印度尼西亚、台湾，常栖息在浅海到水深200米。